# (38249) 1999 QJ2
1999 كيو جاي 2 (ويعرف أيضًا باسم (38249) 1999 كيو جاي 2 وفق تسمية الكوكب الصغير) (بالإنجليزية: 1999 QJ2)‏ هو كويكب ضمن حزام الكويكبات؛ وترتيبه 38249 من حيث الاكتشاف.
اكتُشف هذا الجُرم الفلكي بواسطة غراهام إي. بيل في 24 أغسطس 1999.

## وصلات خارجية
- (38249) 1999 QJ2 في قاعدة بيانات مختبر الدفع النفاث لأجرام النظام الشمسي الصغيرة

- الاكتشاف · مخطط المدار ·  العناصر المدارية · المعلمات المادية

- (38249) 1999 QJ2 على موقع ويكي سكاي: DSS2, SDSS, GALEX, IRAS, Hydrogen α, X-Ray, Astrophoto, Sky Map, Articles and images